# GRGDN
A GRGDN egy török zenei produkciós és menedzsment cég illetve független lemezkiadó, melynek székhelye Isztambulban található. A cég neve a gergedan szó magánhangzók nélküli rövidítése, jelentése: orrszarvú.
A GRGDN-t Haluk Kurosman producer és Hadi Elazzi alapította, utóbbi korábban olyan lemezkiadó óriásoknak dolgozott, mint a Warner Music alá tartozó Sire Records vagy a Sony Music Turkey. A cégnek saját stúdiója van Isztambul Ulus negyedében, a lemezkiadás mellett neves fiatal török előadók menedzselésével foglalkozik. Előadóik többségét maguk fedezték fel.

## Kiadó
A GRGDN független kiadóként kiadott első albuma a Gripin Hikayeler Anlatıldı című lemeze volt 2004-ben. A többi kiadványuk a Sony BMG-vel közösen jelent meg. A lemezfelvételek a cég ulusi stúdiójában történnek, Haluk Kurosman vezetésével, aki nem csak producerként, de zeneszerzőként és gyakran zenészként is részt vesz a munkálatokban. A GRGDN eddig megjelent kiadványai:

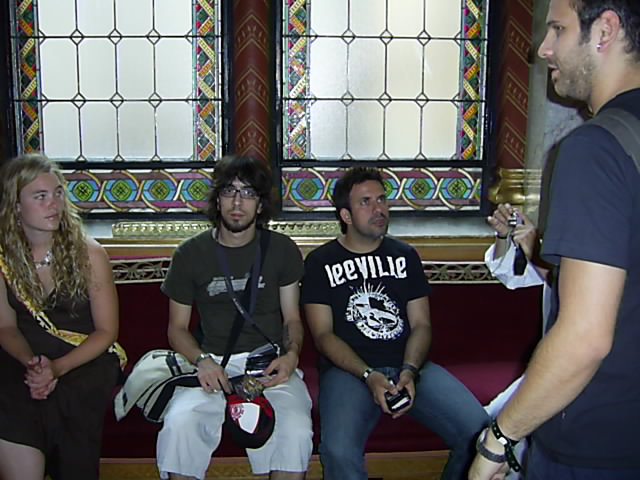
Hadi Elazzi (fekete pólóban, ülve); a cég művészeinek menedzsere. A képen a maNga együttes tagjaival Budapesten, az Országházban.

| Dátum             | Előadó/Album                   | Megjegyzés           |
| ----------------- | ------------------------------ | -------------------- |
| 2004 április      | Gripin / Hikayeler Anlatıldı   | Független kiadóként  |
| 2004 december     | maNga / maNga                  | Sony BMG-vel közösen |
| 2005 május        | Gripin / Hikayeler Anlatildi 2 | Sony BMG-vel közösen |
| 2005 december     | Vega / Hafif Müzik             | Sony BMG-vel közösen |
| 2006 július       | maNga/ maNga+                  | Sony BMG-vel közösen |
| 2006 október      | Emre Aydın/ Afili Yalnızlık    | Sony BMG-vel közösen |
| 2007 március      | Gripin / Gripin                | Sony BMG-vel közösen |
| 2009. április 15. | maNga / Şehr-i Hüzün           | Sony BMG-vel közösen |

## Menedzsment
A GRGDN több neves török előadó érdekeinek képviseletét végzi, többek között az aranylemezes maNga együttesét és Emre Aydın-ét, aki az elmúlt év során több rangos díjat is kapott.
A cég által menedzselt előadók listája:
- maNga
- Vega
- Gripin (2009-ig)[3]
- Göksel (2009-ig)
- emreaydın (2010-ig)[4]
- Badem
- Cartel

## Külső hivatkozások
- (törökül) GRGDN hivatalos honlap
- (angolul) GRGDN MySpace